# Amorinópolis
Amorinópolis är en kommun i Brasilien.   Den ligger i delstaten Goiás, i den centrala delen av landet, 400 km väster om huvudstaden Brasília. Antalet invånare är 3 607.
Omgivningarna runt Amorinópolis är en mosaik av jordbruksmark och naturlig växtlighet. Runt Amorinópolis är det glesbefolkat, med 9 invånare per kvadratkilometer.